# 라초르주

라초르 주의 위치

라초르주(영어: Latjoor State)는 남수단 동부 상나일 지방에 위치한 주로 주도는 나시르이며 면적은 20,621.1km2, 인구는 534,440명(2014년 기준)이다.
2015년에 실시된 행정 구역 개편에 따라 상나일 주에서 분리되어 신설되었다. 서쪽으로는 동비에 주, 북쪽으로는 동나일 주와 접하며 동쪽과 남쪽으로는 에티오피아와 국경을 접한다. 9개 군을 관할한다.